# باربارا بدفورد (هنرپیشه)
باربارا بدفورد (انگلیسی: Barbara Bedford؛ ۱۹ ژوئیهٔ ۱۹۰۰ – ۲۵ اکتبر ۱۹۸۱) یک هنرپیشه اهل ایالات متحده آمریکا بود.
وی بین سال‌های ۱۹۲۰ تا ۱۹۴۵ میلادی فعالیت می‌کرد.

## فیلم‌شناسی

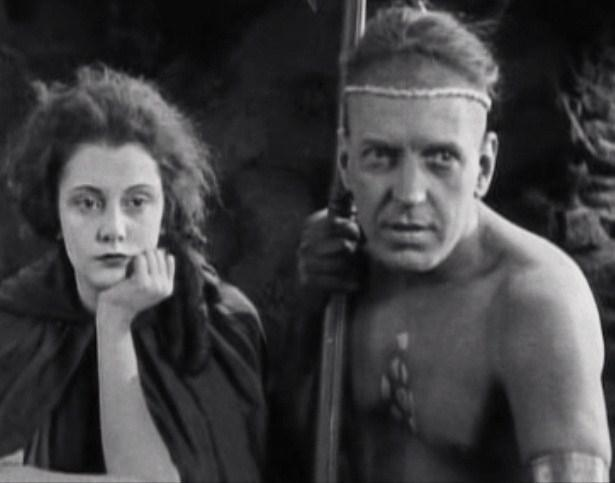
بدفورد و همسر آینده اش آلن راسکو در آخرین موهیکان

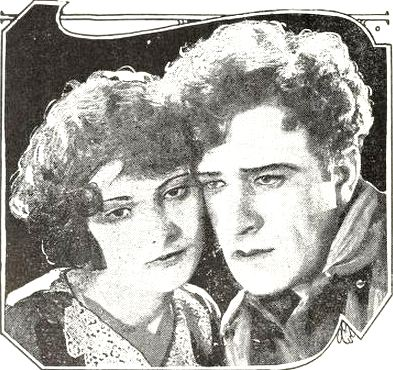
Bedford with فرانک مایو (بازیگر) در Out of the Silent North

- آخرین موهیکان (۱۹۲۰) در نقش Cora Munro
- سانی (۱۹۳۰) در نقش Margaret
- سرعت (۱۹۳۶) در نقش Nurse (در عنوان‌بندی نیامده)
- یک روز در مسابقه (۱۹۳۷) در نقش Secretary (در عنوان‌بندی نیامده)
- سه رفیق (۱۹۳۸) در نقش Rita - Singer Accompanied by Erich (در عنوان‌بندی نیامده)
- شهرک پسرها (۱۹۳۸) در نقش Catholic Nun (در عنوان‌بندی نیامده)
- فلوریان (۱۹۴۰) در نقش Kingston's Secretary (در عنوان‌بندی نیامده)
- گریز (۱۹۴۱) در نقش Dr. Glass' Maid (در عنوان‌بندی نیامده)
- تورتیلا فلت (۱۹۴۲) در نقش Nun (در عنوان‌بندی نیامده)
- دیدار دوباره در فرانسه (۱۹۴۲) در نقش Mme. Vigouroux (در عنوان‌بندی نیامده)
- کمدی انسانی (۱۹۴۳) در نقش Woman on Street (در عنوان‌بندی نیامده)
- ساعت (۱۹۴۵) در نقش USO Manager (در عنوان‌بندی نیامده)